# Austronesere
Austronesere, austronesiske folk eller austronesisk-talende folk er forskellige beslægtede folkeslag i Asien, Oceanien og Afrika, som taler sprog i den austronesiske sprogfamilie. Folkeslagene inkluderer oprindelige taiwanere; de største etniske grupper i Malaysia, Østtimor, Filippinerne, Indonesien, Brunei, Cocosøerne, Madagaskar, Mikronesien og Polynesien, såvel som malayerne i Singapore, de polynesiske folk i New Zealand og Hawaii, og de ikke-Papuan i Melanesien. Der findes også minoriteter i Pattani-regionen i Thailand og Cham-områderne i Vietnam, Cambodia, og Hainan-regionen i Kina, dele af Sri Lanka, sydlige Myanmar og på nogle af Andamanerne. De geografiske områder, som er befolket af austronesisk-talende folk, kendes samlet som Austronesien.

## Bøger
- Bellwood, Peter S. (1979). Man's conquest of the Pacific: The prehistory of Southeast Asia and Oceania. Oxford University Press. ISBN 9780195201031.
- Bellwood, Peter (2007). Prehistory of the Indo-Malaysian Archipelago (3rd, revised udgave). ANU E Press. ISBN 978-1-921313-12-7.
- Bellwood, Peter; Fox, James J.; Tryon, Darrell, red. (2006). The Austronesians : historical and comparative perspectives. Australian National University. ISBN 1920942858.
- Diamond, Jared M. (1998). Guns, Germs, and Steel. Vintage. ISBN 84-8306-667-X.
- Benitez-Johannot, Purissima, red. (2009). Paths of Origins. ArtPostAsia Books. ISBN 9719429208. Arkiveret fra originalen 16. oktober 2011. Hentet 21. august 2016.
- James J. Fox (2006). Origins, Ancestry and Alliance: Explorations in Austronesian Ethnography. ANU E Press. ISBN 978-1-920942-87-8.